# أريستيد بيريرا
أريستيد بيريرا (بالبرتغالية: Aristides Maria Pereira‏) (و. 1923 – 2011 م) هو سياسي من الرأس الأخضر ولد في بوا فيستا.

## روابط خارجية
- أريستيد بيريرا على موقع الموسوعة البريطانية (الإنجليزية)
- أريستيد بيريرا على موقع مونزينجر (الألمانية)